# Рорер, Фридрих
Фридрих Рорер (Рёрер) (нем. Friedrich Rohrer (Röhrer); 14 мая 1895, Брно, Цислейтания — 26 апреля 1945, Ландек, Тироль) — чехословацкий теннисист. Участник летних Олимпийских игр 1924 года.

## Биография
Фридрих Рорер родился 14 мая 1895 года в австро-венгерском городе Брно (сейчас в Чехии).
Дважды участвовал в чемпионатах мира по теннису на твёрдых кортах. В 1922 году в Брюсселе в первом круге победил Андре Лалу из Бельгии — 6:4, 6:2, 6:4, во втором проиграл Али-Хассану Файзи из Индии — 2:6, 6:2, 3:6, 5:7. В 1923 году в Париже стартовал со второго раунда, где уступил Анри Коше из Франции.
В 1923 году стал серебряным призёром открытых чемпионатов Австрии и Венгрии по теннису.
В 1924 году вошёл в состав сборной Чехословакии на летних Олимпийских играх в Париже. В одиночном разряде проиграл в 1/64 финала Элджернону Кингскоту из Великобритании — 3:6, 4:6, 6:4, 6:3, 3:6. В парном разряде вместе с Эрнстом Готтлибом в 1/32 финала победили Лесли Годфри и Макса Вуснама из Великобритании — 6:3, 6:4, 6:2, в 1/16 финала проиграли Дику Уильямсу и Уотти Уошбёрну из США — 3:6, 2:6, 1:6.
Дважды участвовал в открытом чемпионате Франции. В 1926 году выбыл во втором раунде, проиграв Людвигу фон Зальму-Хогстретену из Австрии. В 1933 году во втором раунде победил Леопольда де Бормана — 4:6, 6:0, 6:3, 5:7, 6:4, в третьем выиграл у Патрика Хьюза из Великобритании, в четвёртом уступил Джеку Кроуфорду из Австралии — 5:7, 6:1, 3:6, 7:9.
В 1934 году участвовал в Уимблдонском турнире. В первом круге победил Дэвида Уильямса из Великобритании — 6:2, 8:6, 2:6, 6:1, во втором уступил его соотечественнику Джеку Лисахту — 3:6, 1:6, 3:6.
В 1922—1924, 1927 и 1930—1931 годах выступал за сборную Чехословакии в Международном теннисном вызове (сейчас Кубок Дэвиса).
Умер 26 апреля 1945 года в австрийском городе Ландекк.